# Orden de la Beneficencia (Grecia)
La Orden de la Beneficencia es una orden femenina de Grecia.

## Historia
La orden fue fundada en 1948, de acuerdo con los deseos del recién fallecido rey de los Helenos, Jorge II. El objetivo era premiar a las mujeres que prestasen servicios de beneficencia. 
Tras la caída de la monarquía en 1973 se suprimió la orden. En 1975 la República Helénica restauró la orden por medio de la Ley 106/1975. En la actualidad la orden es otorgada a griegos y extranjeros por servicios excepcionales a Grecia, actos de caridad o logros en las artes y las letras.

## Estructura
La orden cuenta con cinco clases:
- Gran cruz
- Gran comendadora
- Comendadora
- Cruz de oro
- Cruz de plata

## Insignia
La insignia consiste en una un medallón en forma de flor de cinco pétalos esmaltados en azul, alternados con hojas verdes tras los mismos. En el centro de la flor se encontraba un medallón circular en el que se encontraban pintados con esmaltes una imagen de la Virgen con el Niño, sobre fondo dorado. El medallón circular central contaba con un borde blanco en la parte superior del mismo se inscribía en letras doradas la inscripción: ΕΥΠΟΙΪΑ (Beneficencia en griego) En el reverso de la insignia se dispone el emblema de la República Helénica.
La cinta de la orden es amarilla con dos franjas estrechas del azul de los pétalos en los bordes.